# Portumnàlia
Portumnàlia o Portunàlia (Portumnalia o Portunalia) va ser un festival romà celebrat en honor de Portunus, el déu de les claus i les hisendes. A la cronografia del 354 aquesta festa és anomenada Tiberinalia, perquè en aquell temps s'havia reduït a una celebració a la zona del portus Tiberinus on estava situat el temple dedicat a Portunus.

## Portumnes o Portunus

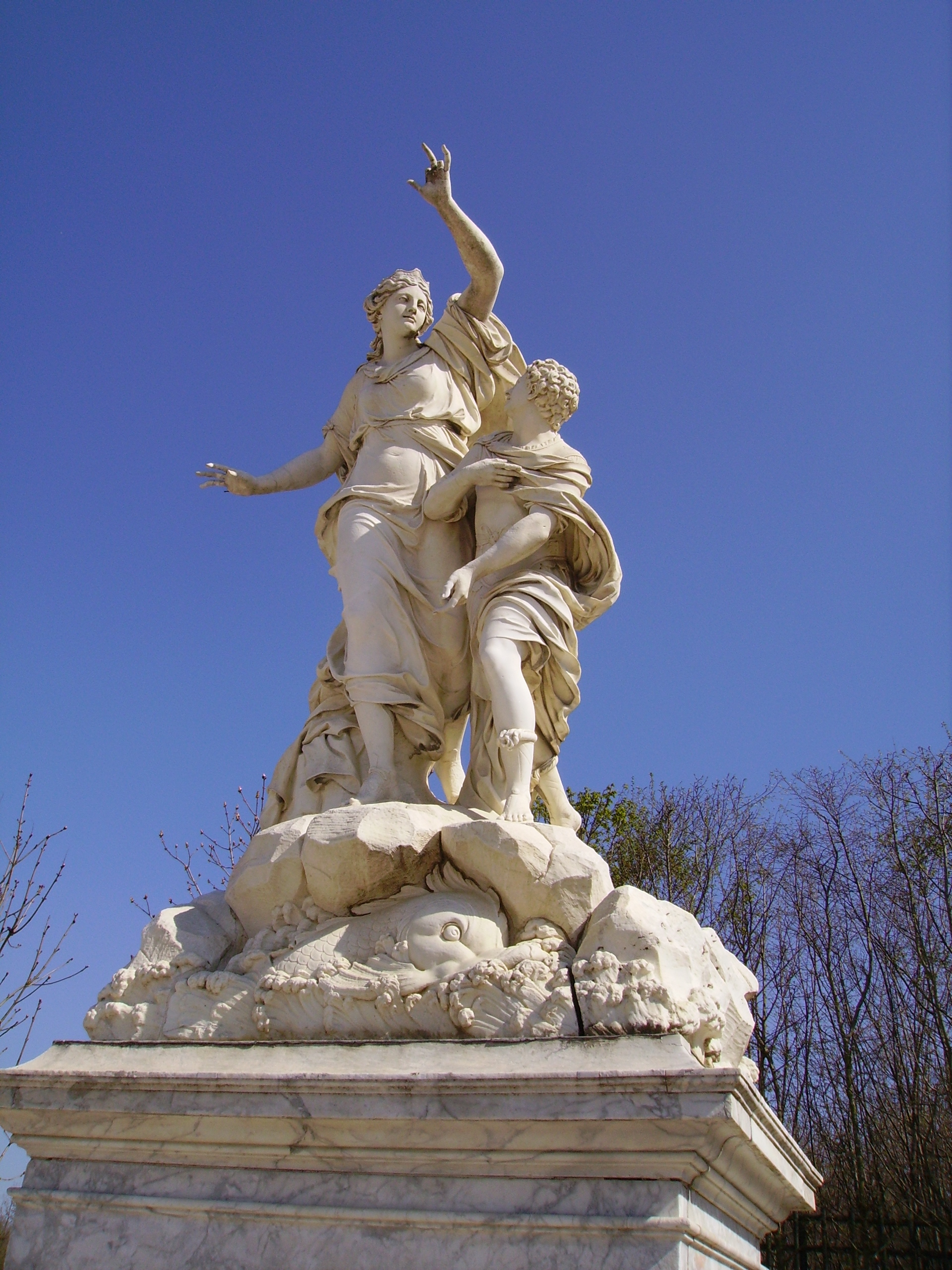
Grup escultòric de Palaemon (jardins de Versalles), déu amb el qui va ser identificat el déu Portunus.

La divinitat de la Portumnàlia era una divinitat protectora de les claus, les portes i les hisendes. També protegia els graners de les granges. Durant el procés d'identificació de déus romans amb els déus de la mitologia grega Portunus va acabar sent fusionat amb Palèmon, probablement perquè la gent associava porta (l'entrada d'una casa) i portus (el port, la porta d'accés al mar) i així, va adquirir també la funció de protector dels ports. Amb aquesta assimilació mitològica, a Portunus se li va atribuir ser fill de la deessa Mater Matuta, la qual també havia sigut assimilada a Leucòtea, la mare de Palèmon.
De la invocació del déu Portunus per obtenir el bon temps necessari per sortir a navegar, va derivar l'adjectiu importunus (aplicat a «mal oratge»), del qual procedeix el terme català "inoportú" («en mal moment»). En aquest mateix sentit, Portunus era invocat pels mariners a l'Eneida.

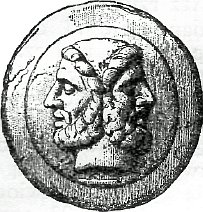
Janus i Portunus tenien molts punts en comú.

Sembla que per als romans Portunus estava molt lligat a Janus, amb qui compartia algunes característiques i funcions, així com el símbol de la clau. També Portunus era representat amb un rostre de dues cares en direccions oposades en monedes i mascarons de vaixells. Era considerat "deus portuum portarumque praeses" («el déu que presidia els ports i les portes»).

## Descripció de la festa
Es tractava d'una festa menor dins del calendari romà, celebrat disset dies abans de les calendes de setembre. Aquest dia les claus es llançaven solemnement a les flames d'un foc encès al temple de Portunus, que estava situat al Forum Boarium. Es creia que fer passar les claus per les flames sagrades les purificava i portava bona sort.Segons alguns historiadors com Angelo Mai i Ludwig Preller, les claus es portaven al fòrum i es deixaven allà mentre es feia un sacrifici expiatori.
Un sacerdot, anomenat flamen Portunalis feia el ritual d'untar amb oli el pílum de l'estàtua del déu Quirí. Era un oli especial que es guardava en un flascó anomenat persillum.

## Interpretacions
La relació entre Portunus i Janus queda palesa, per exemple, en la data que es va triar per la inauguració després de les obres de remodelació del temple de Janus al Forum Holitorium, una data escollida per l'emperador Tiberi perquè coincidís amb el dia de la Portunalia.
El lingüista Giuliano Bonfante ha especulat, sobre el culte a Portunus i el significat del seu nom, i diu que es devia tractar d'una deïtat originada en temps molt remots, en una era en què els llatins devien viure en construccions palafítiques. També ha suposat que les paraules llatines porta i portus deuen procedir d'una mateixa arrel etimològica que tindria el significat de «gual, lloc de pas». En aquells temps el lloc d'entrada a un poble devia ser un gual, i un déu en protegiria l'accés. Aquesta teoria va tenir el suport de Georges Dumézil.
Segons Georg Wissowa i Kurt Latte la funció de protecció dels ports era una funció secundària adquirida posteriorment a la principal de guardar les claus i les hisendes. Segons Albert Grenier, Portunus era un genius de la navegació. Per Paul Fabre, es tracta del nom local (indígena) de Janus, que en un principi protegia els llocs de pas i que amb el temps s'hauria especialitzat en la protecció del port de Roma.